# Jons
Jons é uma comuna francesa na região administrativa de Auvérnia-Ródano-Alpes, no departamento de Ródano. Estende-se por uma área de 7,41 km². Em 2010 a comuna tinha 1 521 habitantes (densidade: 205,3 hab./km²).